# 金桥壹中心
金桥壹中心是位于上海市浦东新区上海金桥经济技术开发区的一座248m摩天大楼，是“金色中环发展带”建设的首发项目，由美国SOM建筑设计事务所、华东建筑设计研究院共同设计，上海建工一建集团负责施工。

## 历史
2020年11月2日上午，在浦东新区“金色中环发展带”建设重点项目集中开工仪式上，248米的5A超甲级写字楼“金桥壹中心”正式开工。
2022年11月，金桥壹中心实现主体结构出地面±0.00，正式进入主体快速施工阶段。2023年12月29日，金桥壹中心主体结构封顶。